# Останній мисливець на відьом
«Останній мисливець на відьом» (англ. The Last Witch Hunter) — американський художній фільм режисера Брека Айснера. У головних ролях — Він Дізель і Роуз Леслі. Прем'єра в США відбулася 23 жовтня 2015, в Україні — 29 жовтня 2015. Фільм створений на основі настільної рольової гри "Підземелля і дракони".

## Сюжет
Середньовіччя. Група воїнів на чолі зі священником прямують до гігантського дерева, яке слугує прихистком для королеви відьом та її слуг. Їх мета полягає в тому, щоб зупинити лиходійку, яка намагається знищити людство, поширюючи всюди чуму. Серед інших присутній Колдер, дружина та донька якого загинули саме через страшну хворобу. Тепер він прагне за будь-яку ціну знищити королеву відьом. Зрештою йому це вдається, але чаклунка в останній момент проклинає його, обрікаючи на вічне життя.
Наші дні. Тепер Колдер стоїть на чолі ордену Меча та Сокири, який контролює перемир'я між людьми та відьмами. Тих, хто порушує правила, мисливець доставляє на спеціальний суд, де вирішується питання про їх ув'язнення або смерть. 
Повернувшись в Нью-Йорк, Колдер зустрічається з 36-м Доланом - свого роду священником, який виступає радником та літописцем безсмертного мисливця на відьом. Він повідомляє Колдеру, що час його служби добіг кінця і тепер з ним працюватиме 37-й Долан - ще зовсім юний хлопець.
Наступного для мисливцю на відьом повідомляють сумну новину, що його колишній радник помер вночі. Втім, Колдер не вірить в збіг і відправляється в оселю померлого, щоб перевірити деякі свої здогадки. Він шукає сліди магії. Разом з 37-м Доланом вони все ретельно перевіряють і таки знаходять докази того, що попереднього літописця Колдера вбили відьми. За всю історію це перший подібний випадок. Більше того, померлий залишив послання мисливцю на відьом - "згадай свою смерть". Проте Колдер не може зрозуміти значення цих слів.
Згодом стає зрозуміло, що 36-й Долан не помер - його лише прокляли і залишається не так багато часу, щоб повернути того до життя. Для цього Колдер має зрозуміти значення загадкового послання і розшукати чаклуна, який прокляв його друга.
У вирішенні цього питання Колдер звертається до відьми Хлої, щоб та зварила для нього спеціальне зілля...

## У ролях
- Він Дізель - Колдер;
- Роуз Леслі - відьма Хлоя
- Елайджа Вуд - 37-й Долан;
- Майкл Кейн - 36-й Долан;
- Оулавюр Даррі Оулавссон - відьмак Беліал;
- Юлі Енгельбрехт - королева відьом;
- Ісаак де Банколе - відьмак Макс Шлезінгер;
- Лотта Вербеке - дружина Колдера Хелена;
- Інбар Лаві
- Курт Енгл
- Джозеф Ґілґан

## Створення

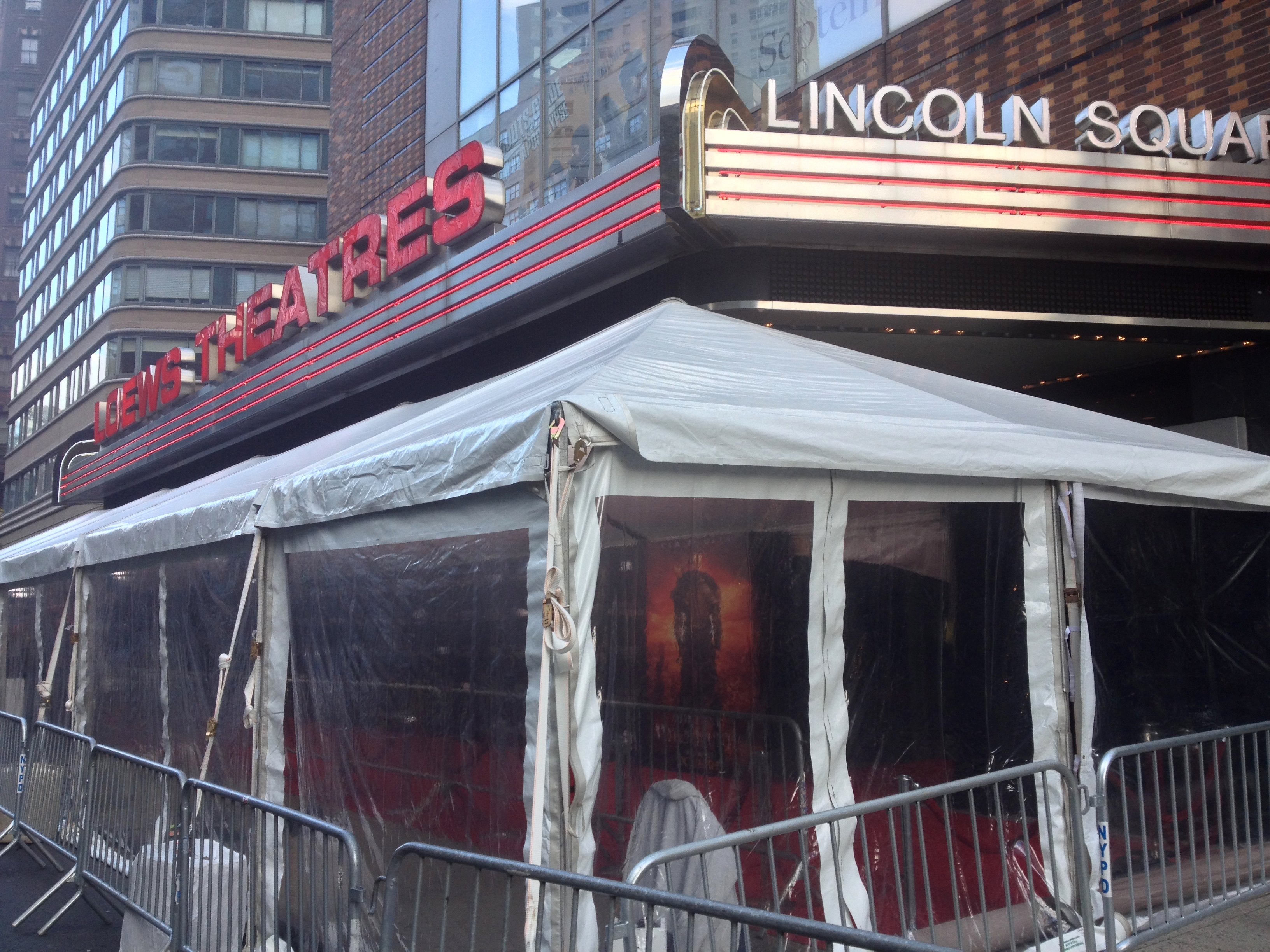

Плани на фільм «Останній мисливець на відьом» були оголошені в березні 2010 року і спочатку знімати його повинен був Тимур Бекмамбетов за сценарієм Корі Гудмана. У березні 2011 Брек Айснер став вести переговори з приводу того, щоб замінити Бекмамбетова на посту режисера. У березні 2013 було оголошено, що на головну роль розглядається Він Дізель. Сценарій Гудмана спочатку дали переписати Данте Харперу, згодом до роботи над сценарієм залучили Мелісу Уоллек. У лютому 2014 Він Дизель на своїй сторінці в Facebook опублікував фотографію з концепт-артами до фільму, а генеральний директор Lionsgate Джон Фелтеймер зазначив, що в разі успіху «Останній мисливець на відьом» може стати кінофраншизою.

### Зйомки
Зйомки фільму проходили в Піттсбурзі.

## Цікаві факти
- Оригінальний сценарій до фільму Корі Гудмана увійшов у Чорний список найкращих неспродюсованих сценаріїв[en] 2010[15].